# Eclipse lunar de 28 de setembro de 2015
| Eclipse Lunar Total 28 de setembro de 2015 | Eclipse Lunar Total 28 de setembro de 2015 |
| --- | ------------------------------------------ |
| Eclipse da Superlua visto em Murrieta, Califórnia - 2:52 UTC |                                            |
| A Lua cruzando dentro da região sul do cone de sombra da Terra, de oeste para leste (da direita para a esquerda), com o disco lunar avermelhado durante a totalidade.                                                    |                                            |
| Gamma | −0.3296                                    |
| Saros (e membro) | 137 (26 de 78)                             |
| Sequência de eclipses lunares |                                            |
| Anterior | 4 de abril de 2015                         |
| Próximo | 23 de março de 2016                        |
| Duração (hr:mn:sc) |                                            |
| Total | 1:11:55                                    |
| Parcial | 3:19:52                                    |
| Penumbral | 5:10:40                                    |
| Fases e Horários do Eclipse (UTC) |                                            |
| P1 | 0:11:47                                    |
| U1 | 1:07:11                                    |
| U2 | 2:11:10                                    |
| Máximo | 2:47:08                                    |
| U3 | 3:23:05                                    |
| U4 | 4:27:03                                    |
| P4 | 5:22:27                                    |
| A lua cruza o cone de sombra na constelação de Peixes, passando de oeste para leste (da direita para a esquerda). Urano, de magnitude 5.7, pôde ser visto com binóculos, a 16 graus a leste da Lua totalmente eclipsada. |                                            |

O eclipse lunar de 28 de setembro de 2015 foi um eclipse total, o segundo de dois eclipses lunares do ano. Ocorreu entre os dias 27 e 28 de setembro de 2015 ao redor da Terra. Foi visto domingo à noite, 27 de setembro, nas Américas; enquanto na Europa, na África e no Oriente Médio, foi vistos nas primeiras horas (entre a madrugada e a manhã) de segunda-feira, 28 de setembro.
Foi o último de dois eclipses lunares totais em 2015, marcando o final da série conhecida como tétrade (quatro eclipses totais da Lua seguidos). Os eclipses totais anteriores da tétrade foram em 15 de abril de 2014,  8 de outubro de 2014 e 4 de abril de 2015.
A próxima tétrade será entre 2032 e 2033, quando ocorrerá os eclipses totais de 25 de abril de 2032, 18 de outubro de 2032, 14 de abril de 2033, e de 8 de outubro de 2033.
O eclipse coincidiu com o fenômeno conhecido como Superlua, que é a lua cheia próxima de seu perigeu, fazendo com que o disco lunar ficasse relativamente maior e mais brilhante que o normal. Dessa forma, foi por vezes chamado como "Eclipse da Superlua", ou ainda de "Eclipse Total da Superlua". Durante a lua vermelha, ela estava apenas 59 minutos de arco mais próxima da Terra, sendo o maior aproximação de 2015. Seu diâmetro aparente foi maior que 34', visto diretamente acima da costa do nordeste do Brasil.
Teve magnitude umbral de 1,2764 e penumbral de 2,2296. A totalidade durou cerca de 72 minutos. Contudo, o eclipse foi mais escuro que o esperado, provavelmente devido a erupções do vulcão Calbuco em abril do mesmo ano.
A Lua cruzou dentro da parte sul do cone de sombra da Terra, em nodo descendente, dentro da constelação de Peixes, próximo à extremidade nordeste da constelação de Cetus (Baleia). Também ficou próxima à Urano, de magnitude 5.7, visível apenas com o auxílio de um binóculo, e localizado a 16 graus a leste da "lua vermelha".

## Série Saros
Eclipse pertencente ao ciclo lunar Saros de série 137, sendo este de número 26, num total de 78 eclipses na série. O último eclipse deste ciclo foi o eclipse total de 16 de setembro de 1997, que também tinha coincidido com o perigeu lunar, e portanto, foi um "Eclipse da Superlua". O próximo eclipse do ciclo será com o eclipse total de 8 de outubro de 2033, também um "Eclipse Total da Superlua" e que marcará o fim da próxima temporada de tétrades (2032-2033).

## Visibilidade
Foi visível sobre as Américas, Europa, África, faixa leste do Pacífico e oeste da Ásia, incluindo o Oriente Médio.
| Região do planeta onde o eclipse foi visível durante o máximo da totalidade - 2:47 UTC. A região da América do Sul, sobretudo do Nordeste brasileiro, obteve a melhor observação do meio do eclipse, de onde foi visível à meia-noite. | Aparência simulada da Terra com anel atmosférico de refração da luz solar, avermelhado, durante o máximo da totalidade. |
| Mapa de visibilidade do eclipse | |

## Galeria

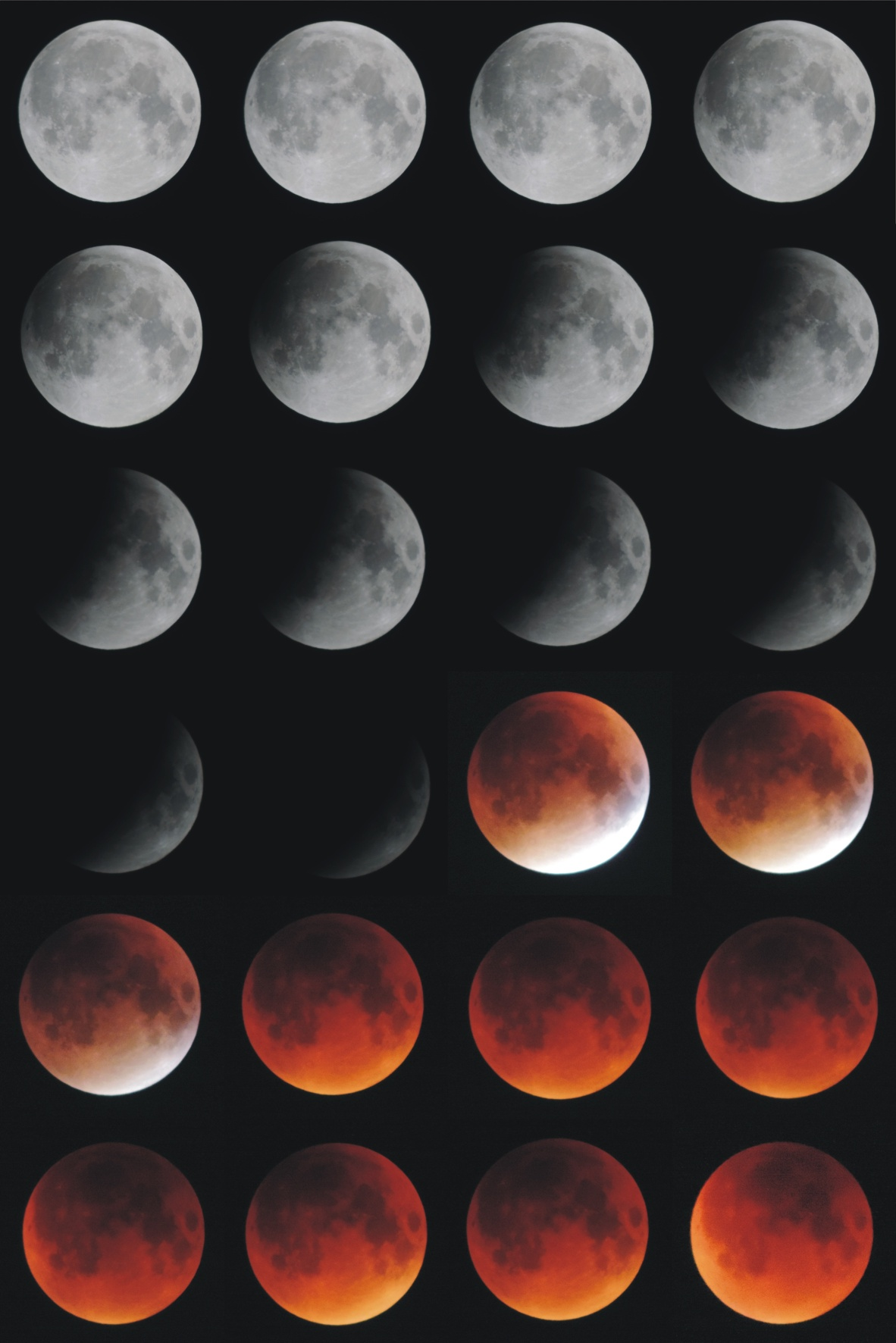
As fases do eclipse visto de Staffordshire, Reino Unido
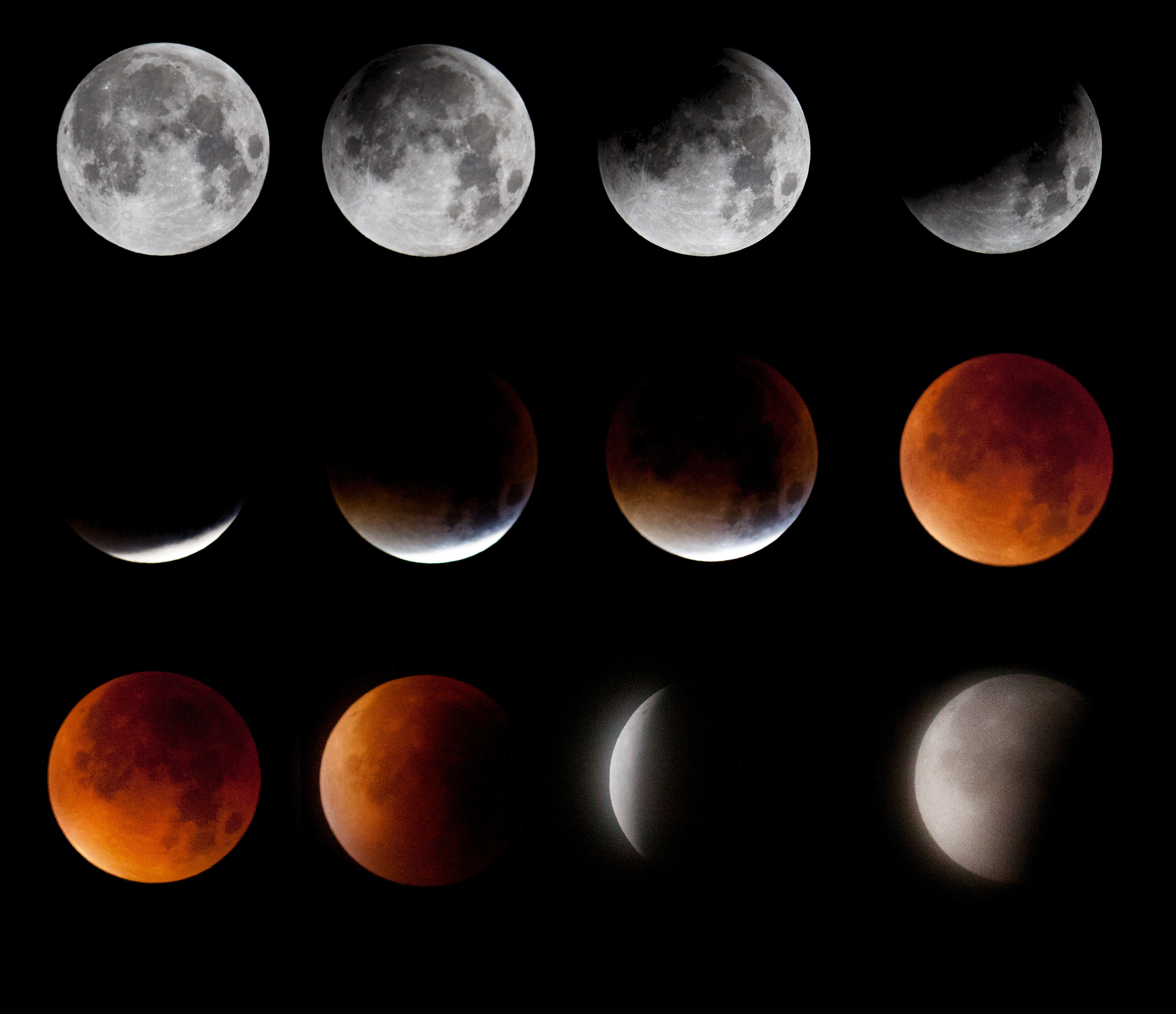
Combinações de imagens registrando as etapas do eclipse, visto de Oslo, Noruega
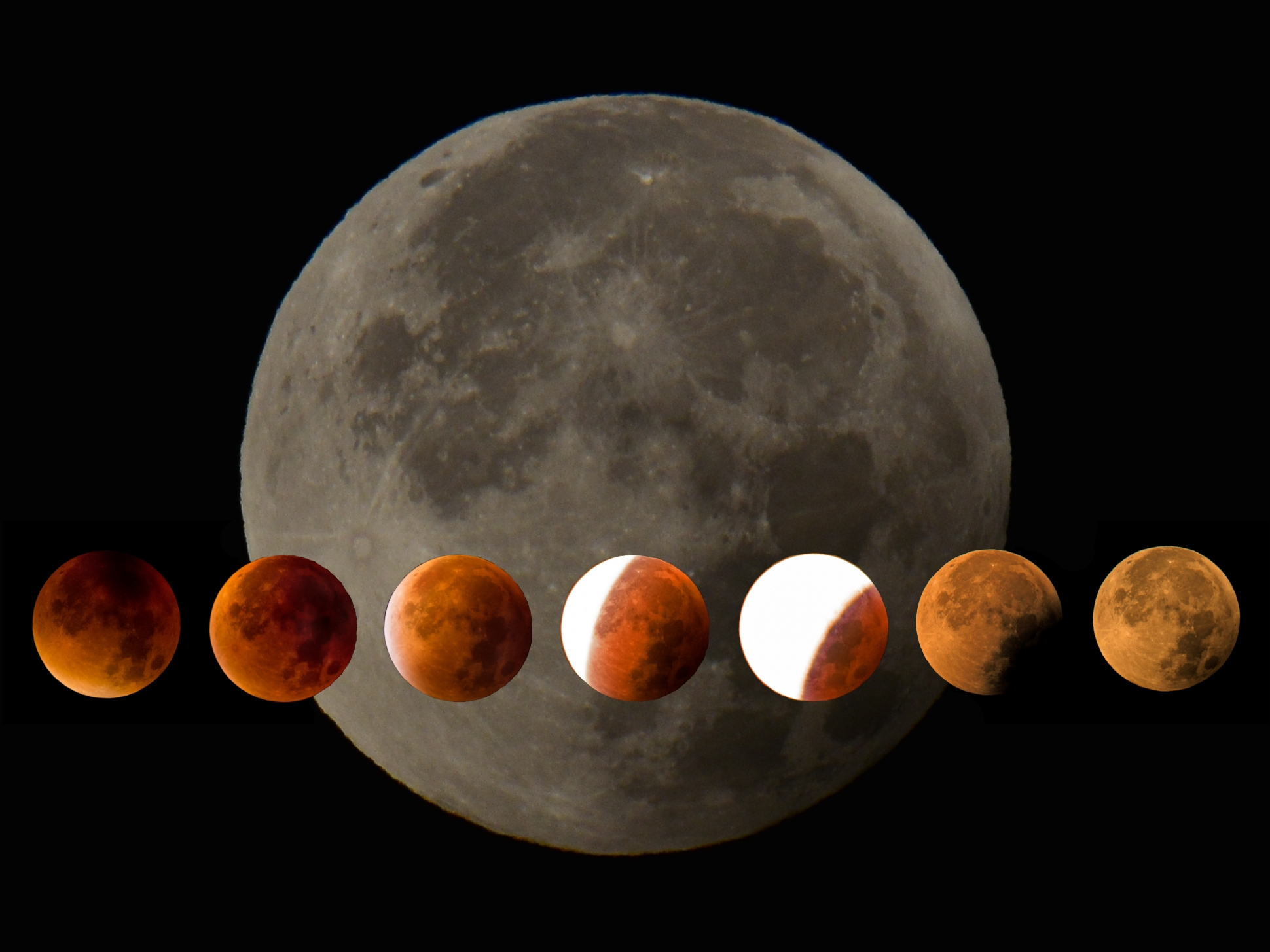
Montagem de foto mostrando a evolução da totalidade, de Bregenz, Áustria
Varsóvia, Polônia, 2:01 - 2:16 UTC
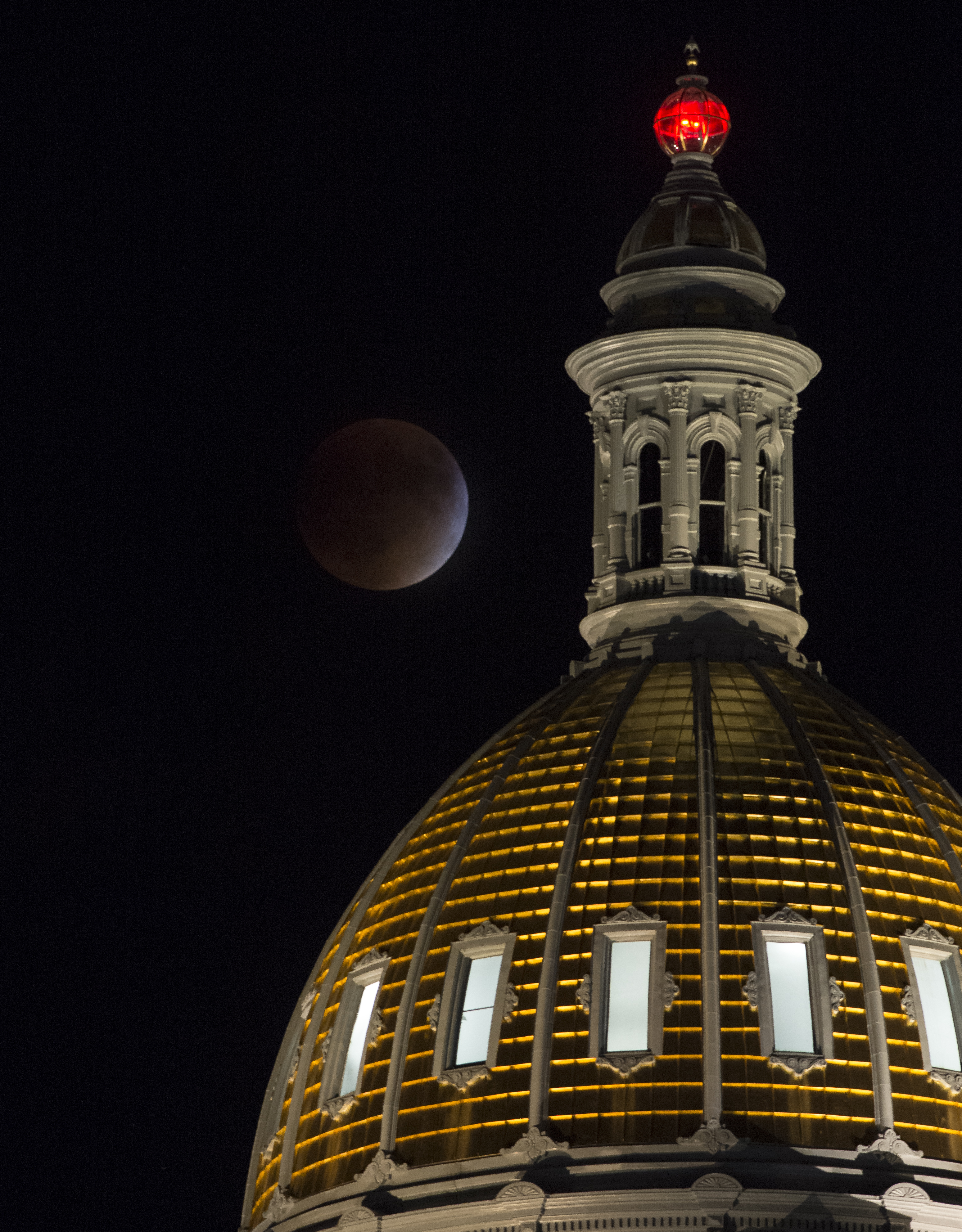
Denver, Colorado (EUA), 2:15 UTC
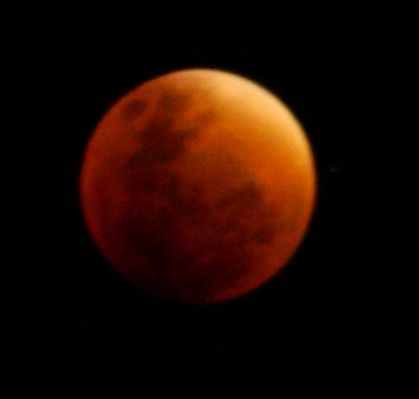
Fray Bentos, Uruguai 2:28 UTC
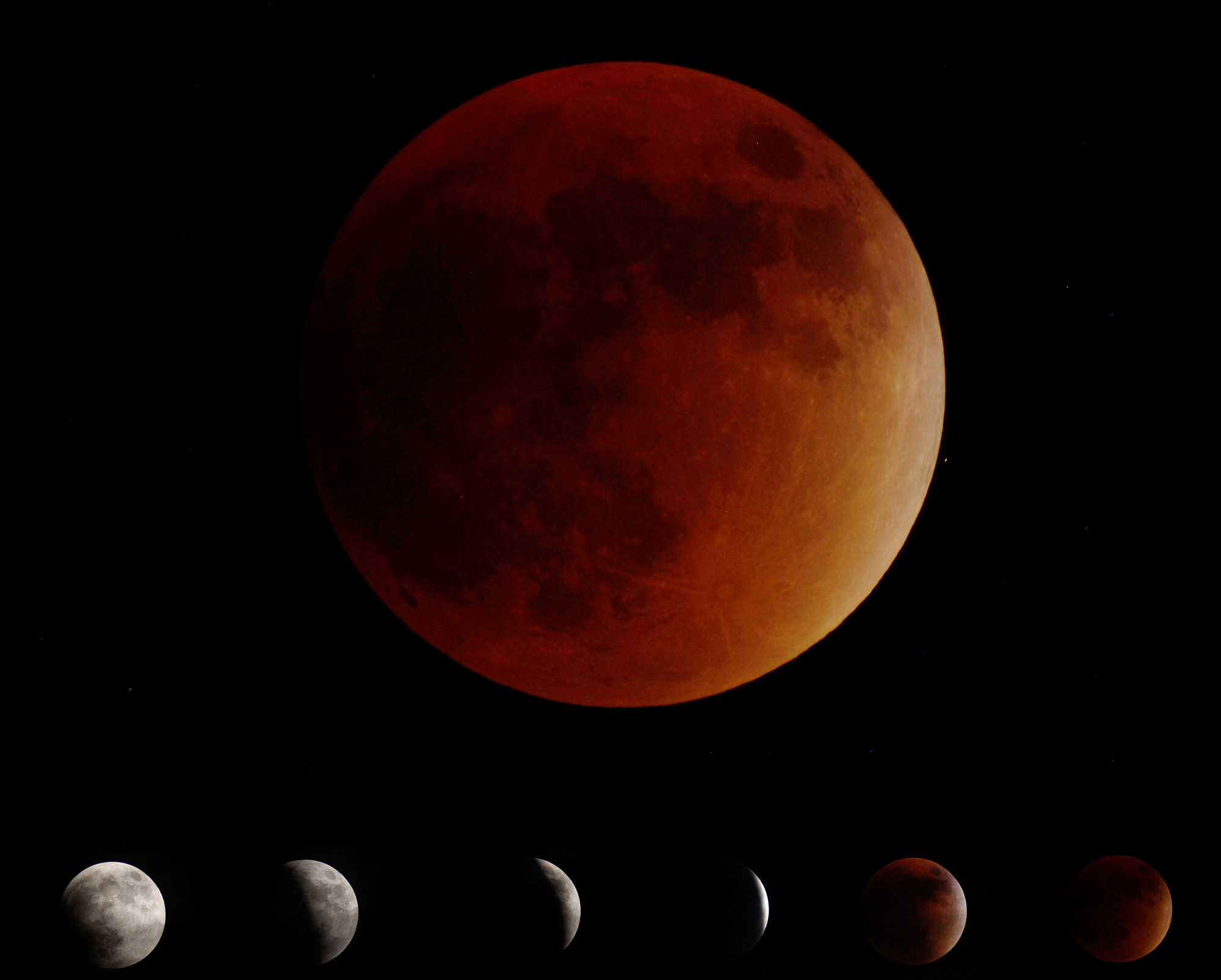
Tampa, Flórida, 2:30 UTC
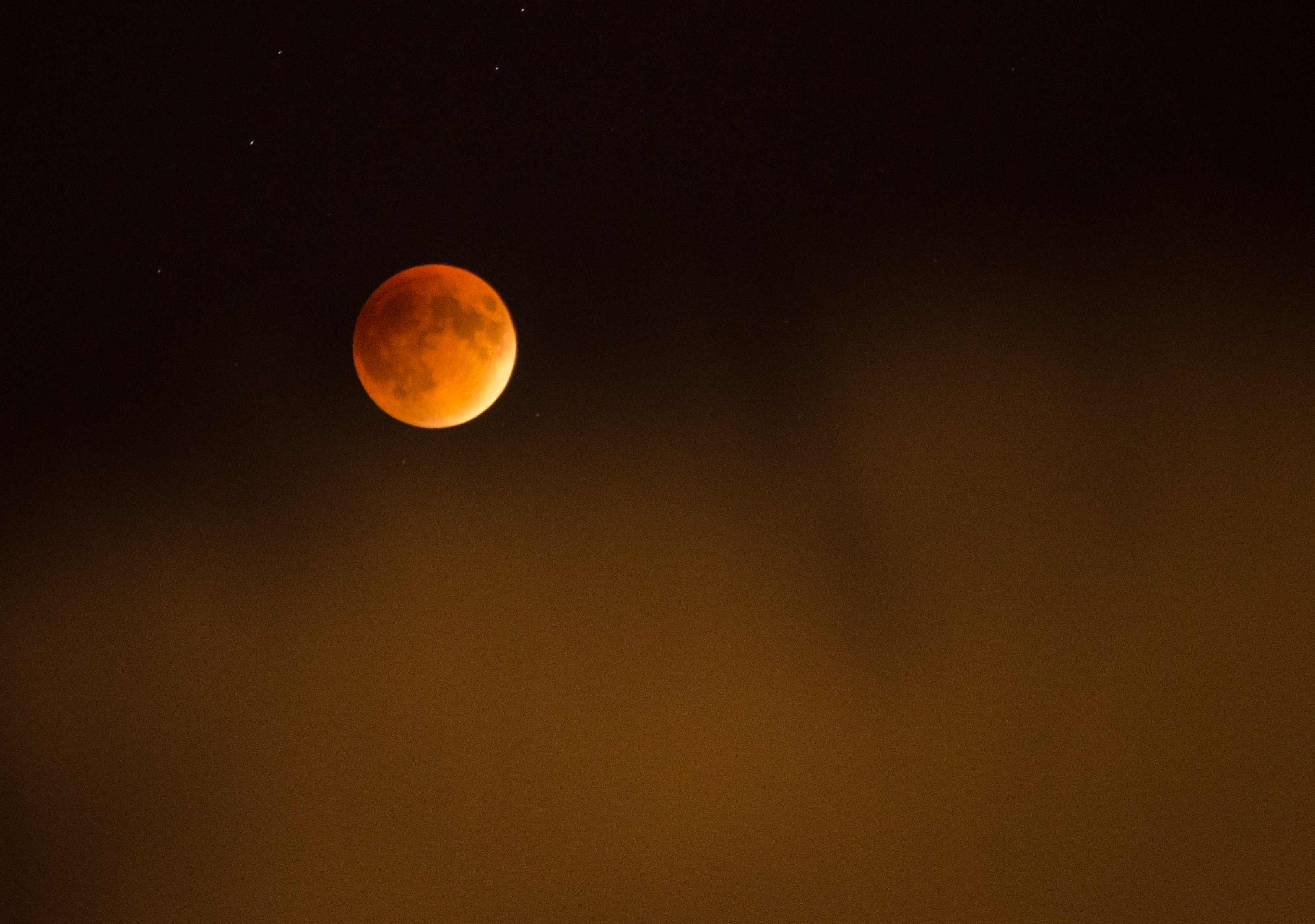
Nova York, Nova York (Estado), 2:36 UTC
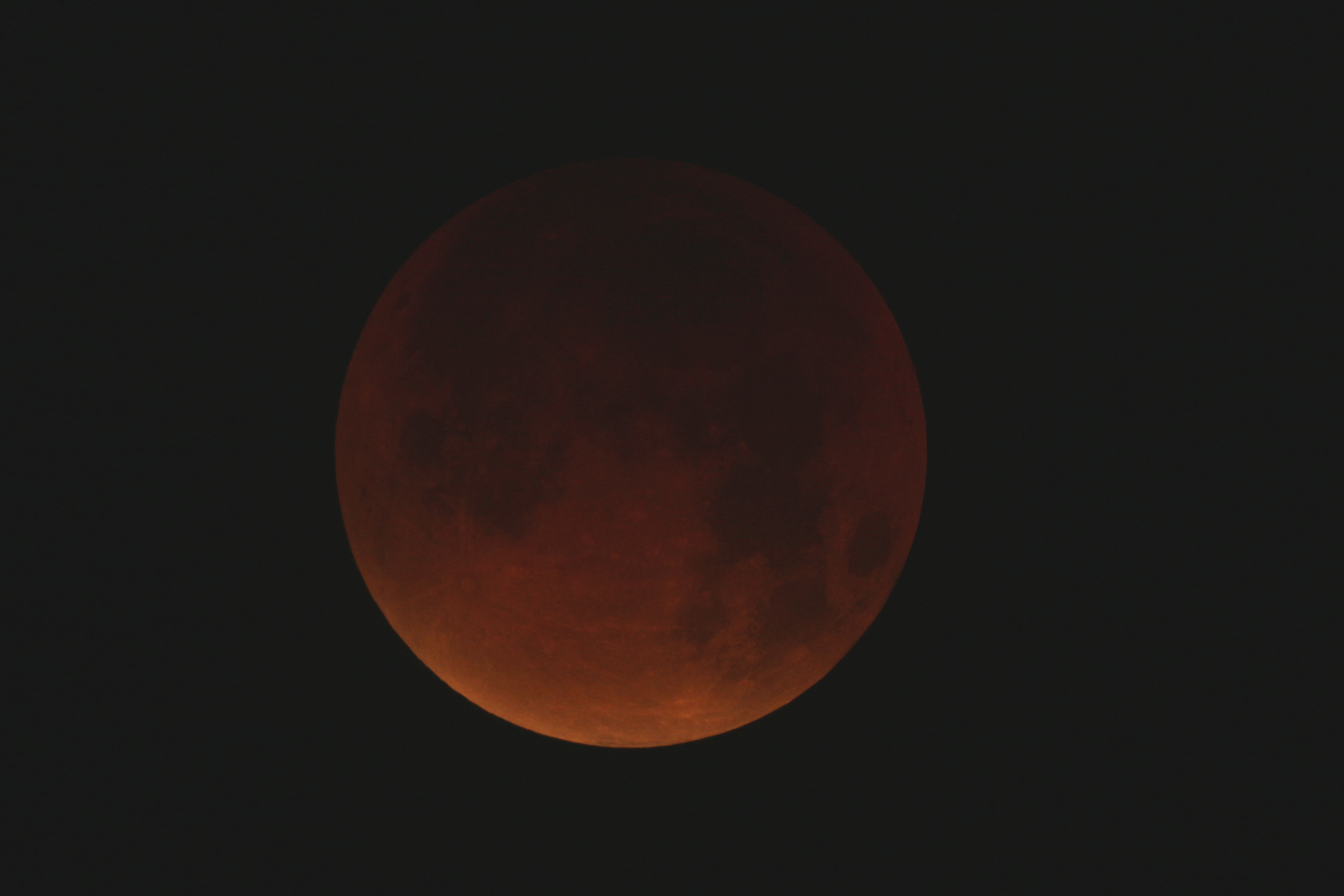
Wrocław, Polônia, 2:36 UTC
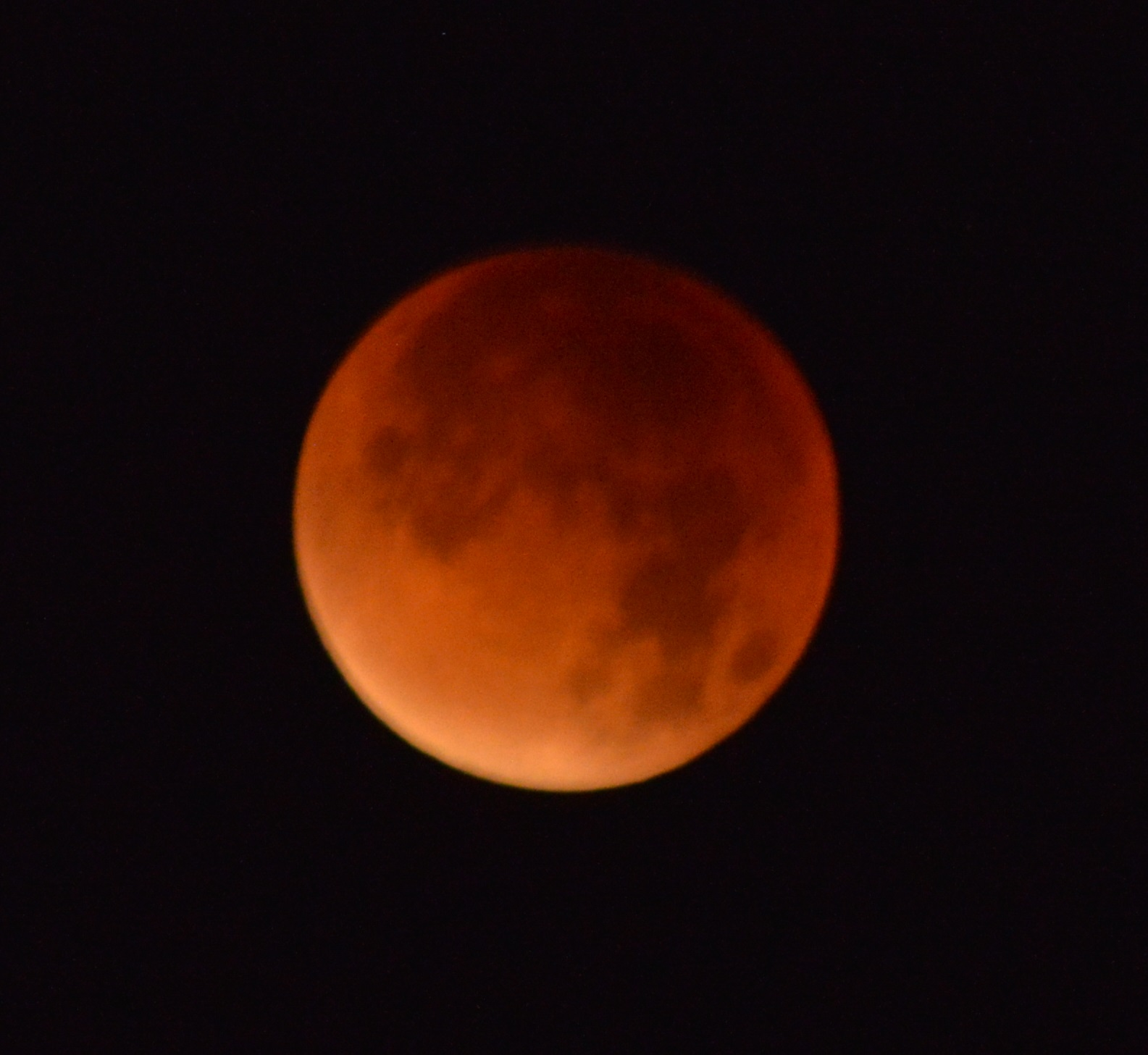
Zurique, Suíça, 2:36 UTC
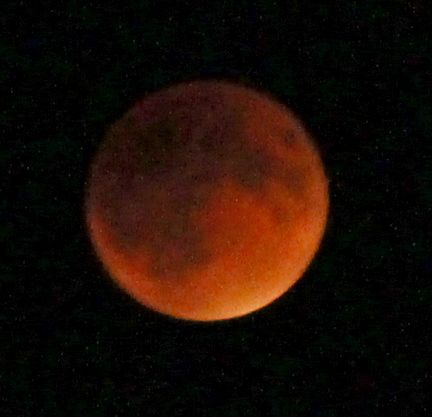
Coralville, Iowa (EUA), 2:52 UTC
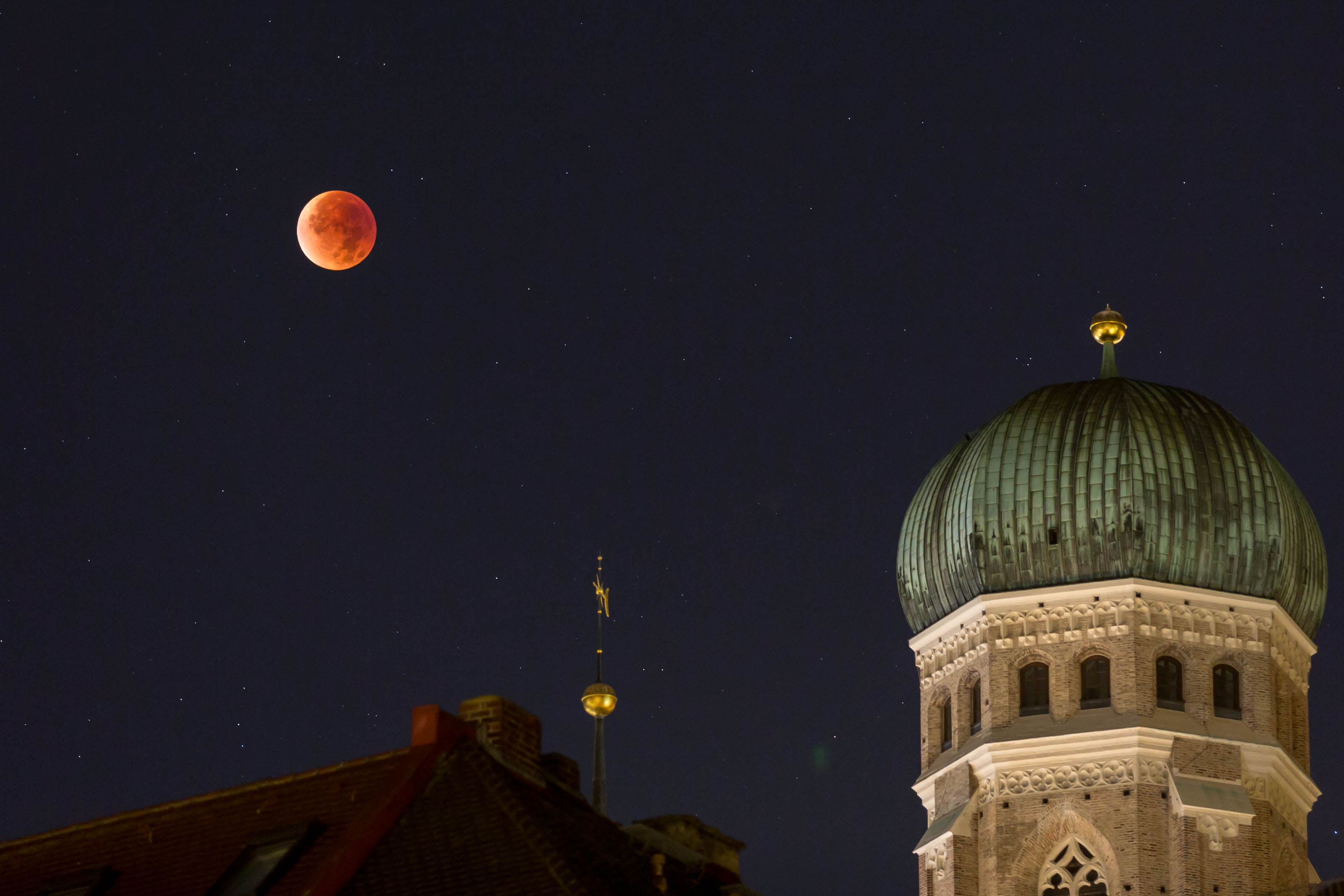
Munique, Alemanha, 2:55 UTC
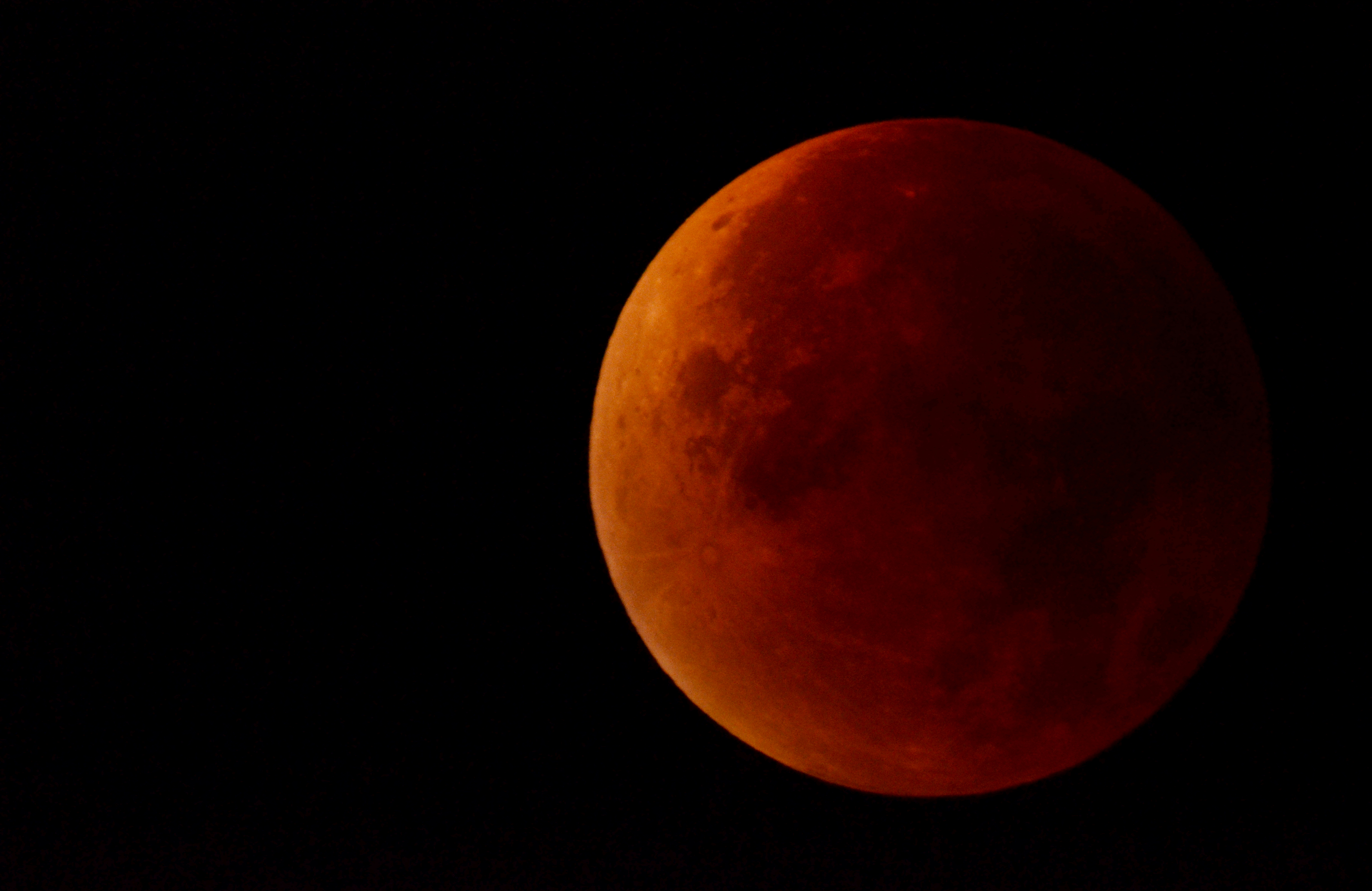
Sitia, Grécia, 3:01 UTC
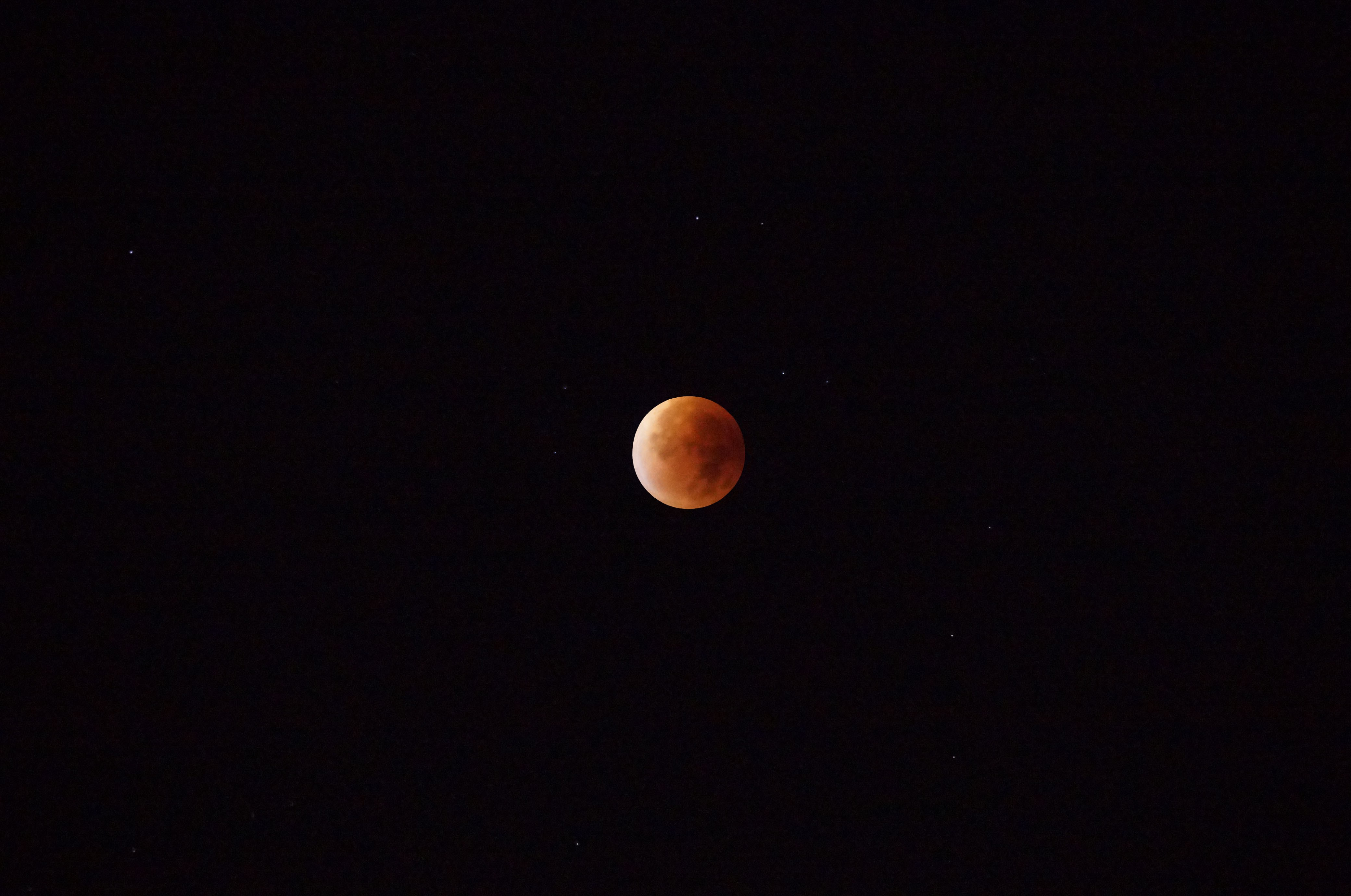
Berlim, Alemanha, 3:05 UTC
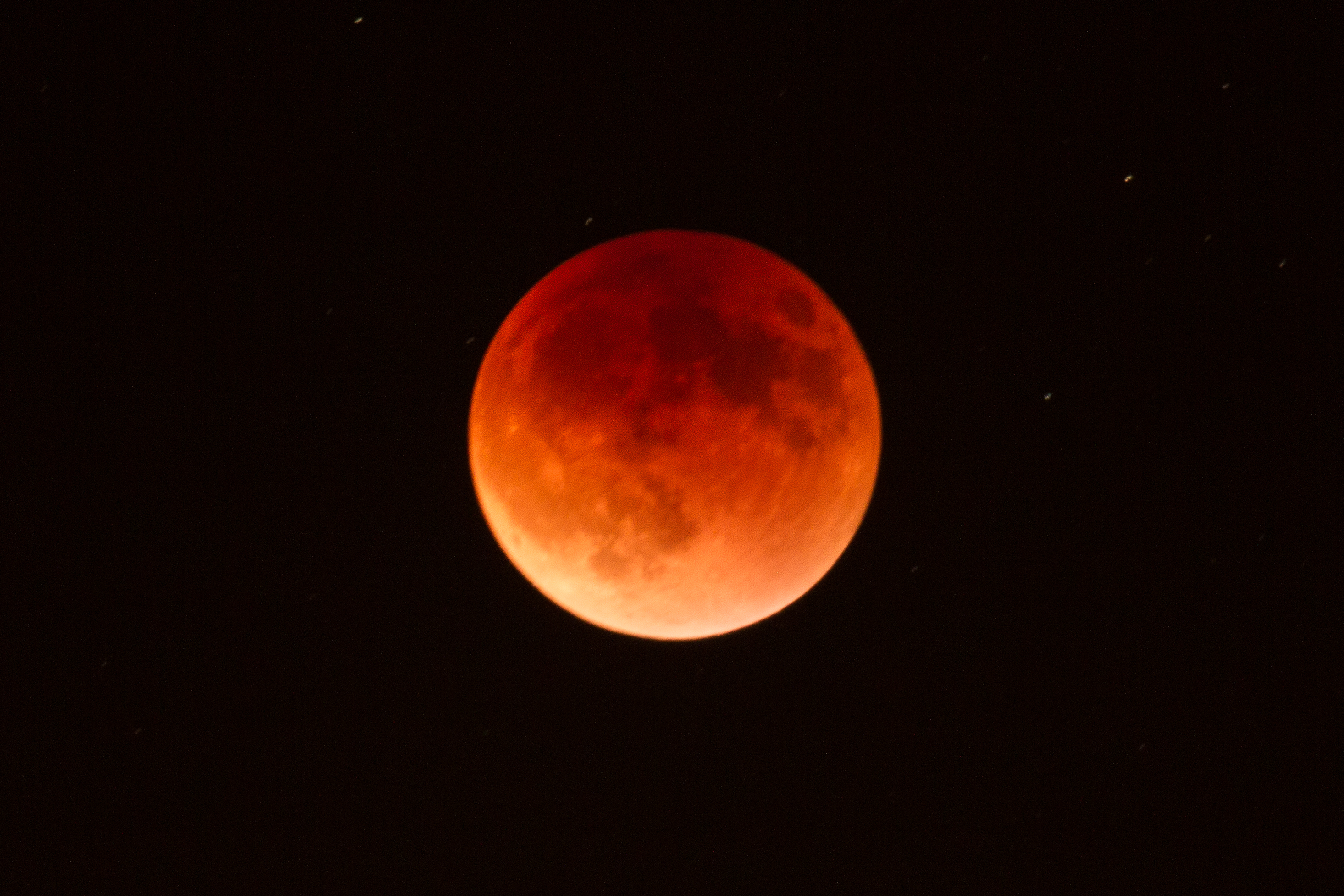
Mill Valley, Califórnia (EUA), 3:07 UTC
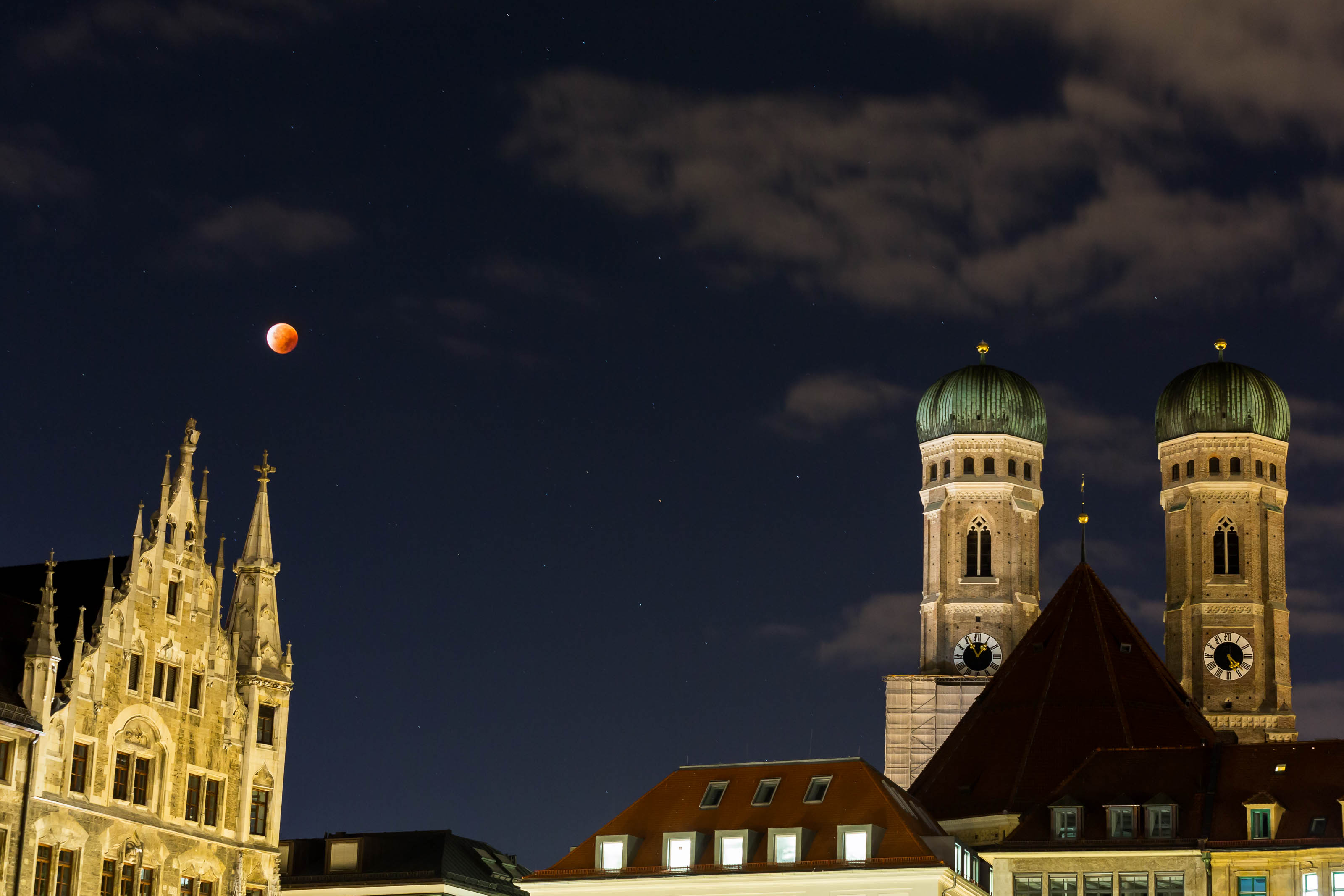
Munique, Alemanha, 3:23 UTC
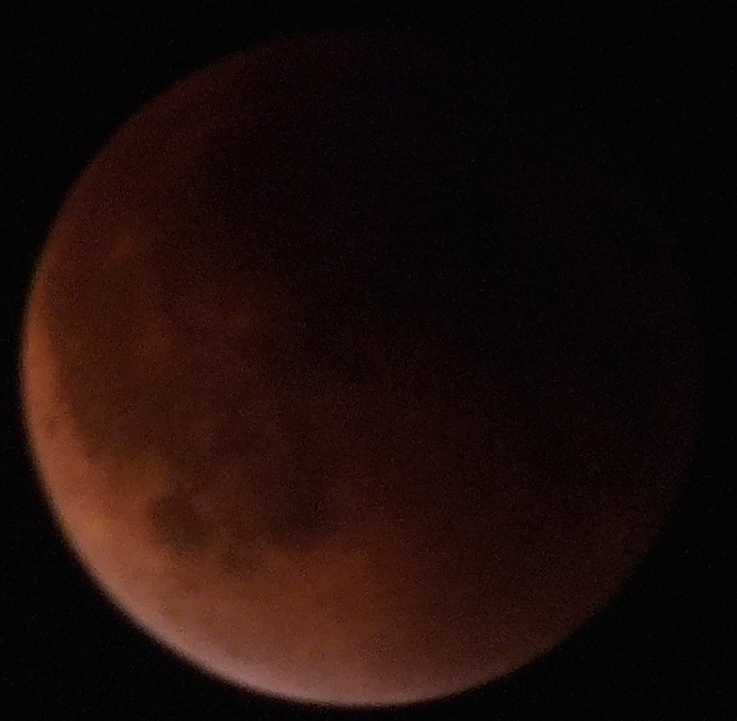
Boston, Massachusetts (EUA), 3:24 UTC
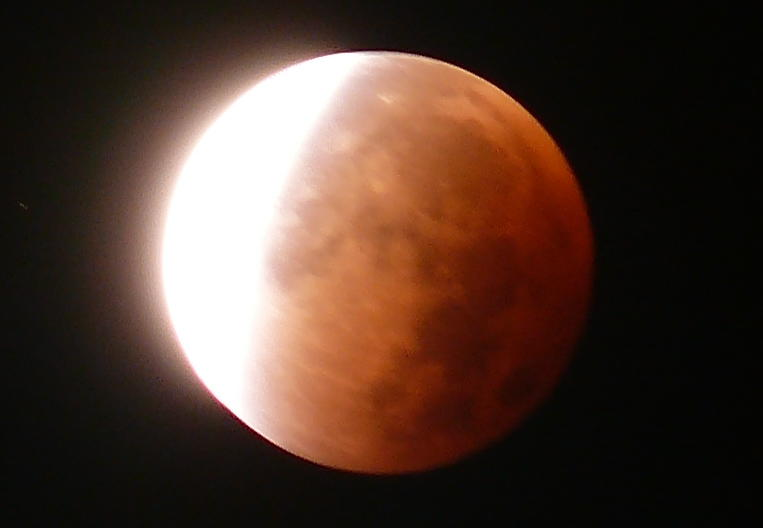
Alemanha, 3:37 UTC
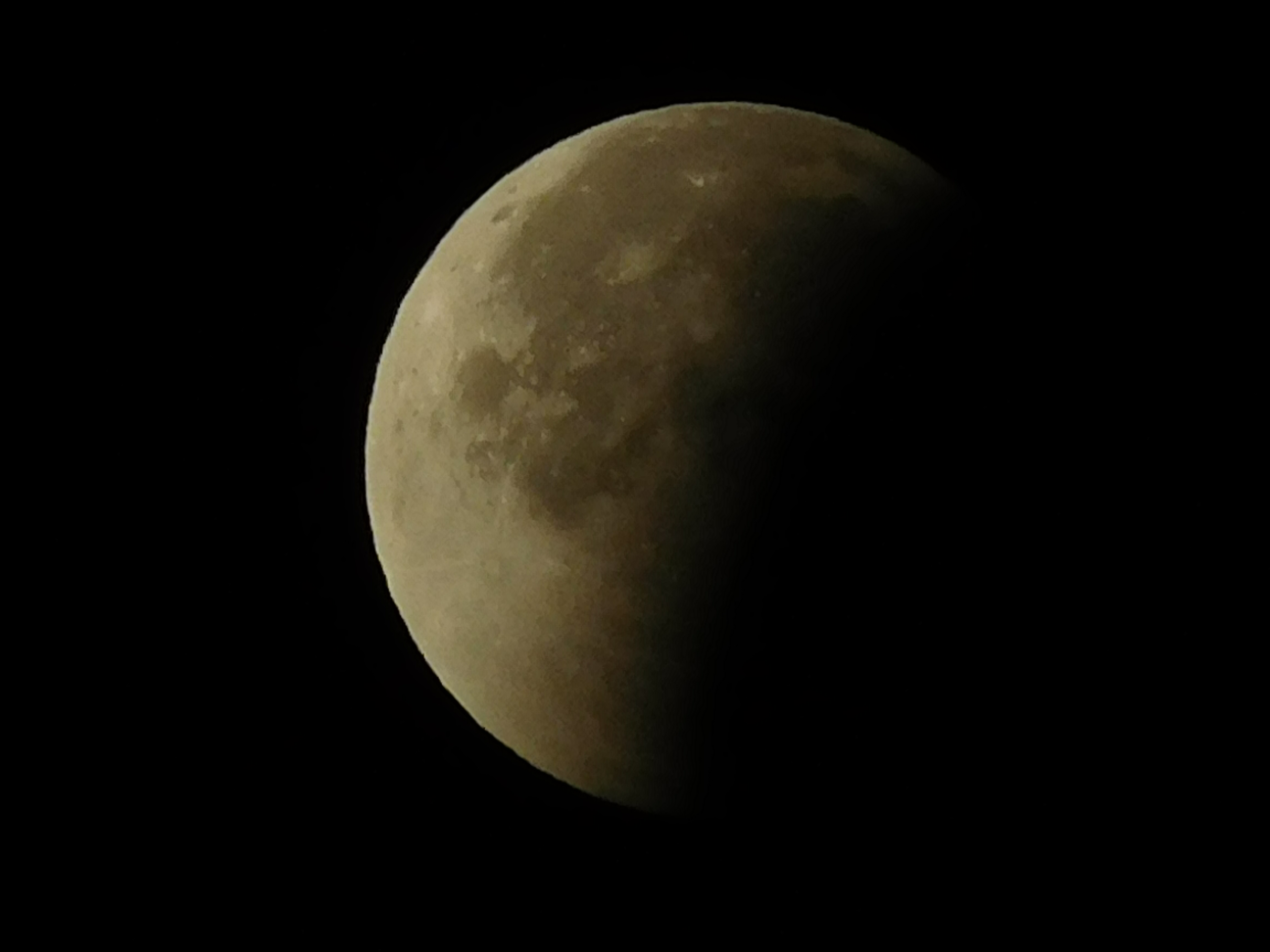
Cosne-Cours-sur-Loire, França, 4:02 UTC
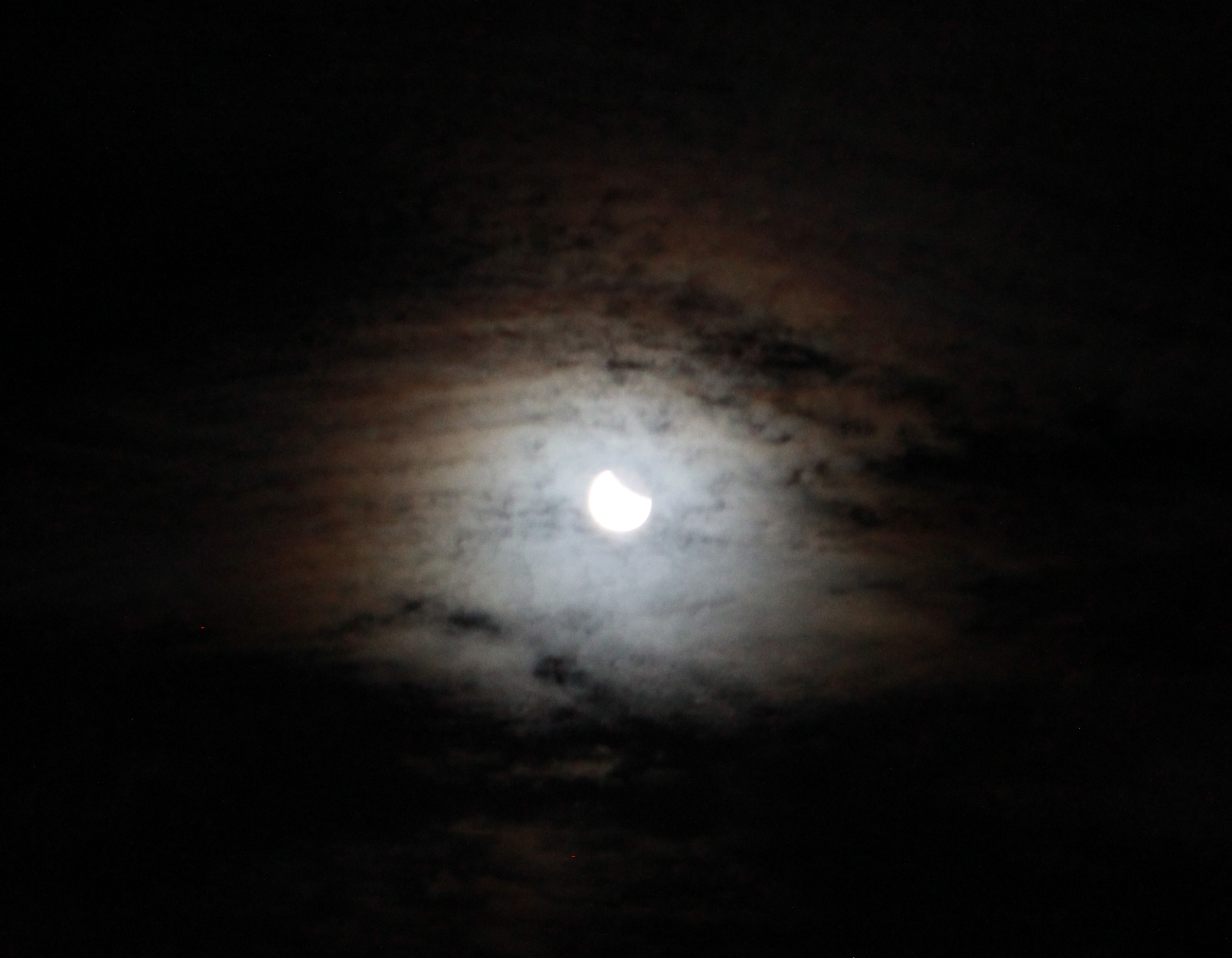
Condado de Santa Clara, Califórnia, 4:07 UTC

## Antecedentes
Um eclipse lunar ocorre quando a Lua passa dentro da umbra da Terra (sombra). Quando o eclipse começa, a sombra da Terra escurece gradualmente a Lua.  Então, a sombra começa a "cobrir" parte da Lua, se apresentando com uma cor vermelha-escura (isso geralmente, pois a cor e a tonalidade pode variar de acordo com as condições atmosféricas). A Lua parece ser avermelhada devido à dispersão de Rayleigh (o mesmo efeito que faz com que o pôr-do-Sol apareça avermelhado) e a refração da luz pela atmosfera terrestre em sua sombra.
A simulação abaixo mostra a visão aproximada da Lua que cruza a sombra da Terra. A porção norte da Lua estava mais próxima do centro da sombra, tornando-a mais escura e de aparência mais vermelha, enquanto a parte sul estava ligeiramente mais clara.

## Horários do Eclipse
| Fuso horário em relação ao fuso UTC | Fuso horário em relação ao fuso UTC | -7h                               | -6h                               | -5h                               | -4h                               | -3h                               | -2h                               | -1h                               | 0h                                            | +1h                                           | +2h                                           | +3h                                           |
| Fuso horário em relação ao fuso UTC | Fuso horário em relação ao fuso UTC | PDT MST                           | MDT                               | CDT PET                           | EDT BOT                           | ADT AMST ART                      |                                   |                                   | GMT WET                                       | WEST CET BST                                  | CEST EET MSK−1                                | EEST FET MSK                                  |
| ----------------------------------- | ----------------------------------- | --------------------------------- | --------------------------------- | --------------------------------- | --------------------------------- | --------------------------------- | --------------------------------- | --------------------------------- | --------------------------------------------- | --------------------------------------------- | --------------------------------------------- | --------------------------------------------- |
| Eventos                             | Eventos                             | Noite de 27 de setembro (domingo) | Noite de 27 de setembro (domingo) | Noite de 27 de setembro (domingo) | Noite de 27 de setembro (domingo) | Noite de 27 de setembro (domingo) | Noite de 27 de setembro (domingo) | Noite de 27 de setembro (domingo) | Madrugada / Manhã de 28 de setembro (segunda) | Madrugada / Manhã de 28 de setembro (segunda) | Madrugada / Manhã de 28 de setembro (segunda) | Madrugada / Manhã de 28 de setembro (segunda) |
| P1                                  | Início Penumbral*                   | N/D†                              | N/D†                              | 7:12 pm                           | 8:12 pm                           | 9:12 pm                           | 10:12 pm                          | 11:12 pm                          | 12:12 am                                      | 1:12 am                                       | 2:12 am                                       | 3:12 am                                       |
| U1                                  | Início Parcial                      | N/D†                              | 7:07 pm                           | 8:07 pm                           | 9:07 pm                           | 10:07 pm                          | 11:07 pm                          | 12:07 am                          | 1:07 am                                       | 2:07 am                                       | 3:07 am                                       | 4:07 am                                       |
| U2                                  | Início Total                        | 7:11 pm                           | 8:11 pm                           | 9:11 pm                           | 10:11 pm                          | 11:11 pm                          | 12:11 am                          | 1:11 am                           | 2:11 am                                       | 3:11 am                                       | 4:11 am                                       | 5:11 am                                       |
|                                     | Máximo do Eclipse                   | 7:47 pm                           | 8:47 pm                           | 9:47 pm                           | 10:47 pm                          | 11:47 pm                          | 12:47 am                          | 1:47 am                           | 2:47 am                                       | 3:47 am                                       | 4:47 am                                       | 5:47 am                                       |
| U3                                  | Término Total                       | 8:23 pm                           | 9:23 pm                           | 10:23 pm                          | 11:23 pm                          | 12:23 am                          | 1:23 am                           | 2:23 am                           | 3:23 am                                       | 4:23 am                                       | 5:23 am                                       | 6:23 am                                       |
| U4                                  | Término Parcial                     | 9:27 pm                           | 10:27 pm                          | 11:27 pm                          | 12:27 am                          | 1:27 am                           | 2:27 am                           | 3:27 am                           | 4:27 am                                       | 5:27 am                                       | 6:27 am                                       | N/D†                                          |
| P4                                  | Término Penumbral                   | 10:22 pm                          | 11:22 pm                          | 12:22 am                          | 1:22 am                           | 2:22 am                           | 3:22 am                           | 4:22 am                           | 5:22 am                                       | 6:22 am                                       | N/D†                                          | N/D†                                          |

† A Lua não foi visível durante esta parte do eclipse neste fuso horário.
* A fase penumbral do eclipse muda a aparência da Lua levemente, quanto ao brilho e escurecimento sutil da superfície, e geralmente não é perceptível.

Pontos de contato lunar relativos às sombras umbral e penumbral da Terra, aqui com a Lua perto de seu nodo descendente

O tempo de eclipses lunares totais é determinado pelos seus contatos:
- P1 (Primeiro contato):   Início do eclipse penumbral. Uma extremidade da Lua já entra na penumbra terrestre.
- U1 (Segundo contato):   Início do eclipse parcial. Uma extremidade da Lua entra na umbra terrestre.
- U2 (Terceiro contato):   Início do eclipse total. A superfície da Lua está inteiramente dentro da umbra da Terra.
- Máximo do Eclipse:   É o estágio máximo do eclipse total. A Lua está no seu ponto mais próximo do centro da umbra da Terra.
- U3 (Quarto contato):   Fim do eclipse total. Uma extremidade da Lua sai da umbra terrestre.
- U4 (Quinto contato):   Fim do eclipse parcial. Uma extremidade da Lua sai da penumbra terrestre.
- P4 (Sexto contato):   Fim do eclipse penumbral. A Lua já sai totalmente da penumbra da Terra.